# Tetracotylus tenax
Tetracotylus tenax is een soort in de taxonomische indeling van de platwormen (Platyhelminthes). De worm is tweeslachtig en kan zowel mannelijke als vrouwelijke geslachtscellen produceren. De soort leeft in zeer vochtige omstandigheden. 
De platworm komt uit het geslacht Tetracotylus. Tetracotylus tenax werd in 1912 beschreven door Korotneff.